# Kienheim
Kienheim is een gemeente in het Franse departement Bas-Rhin (regio Grand Est) en telt 519 inwoners (1999).
De plaats maakt deel uit van het kanton Bouxwiller in het arrondissement Saverne. Tot 1 januari 2015 was het deel van het kanton Truchtersheim in het arrondissement Strasbourg-Campagne, die op die dag beide werden opgeheven.

## Geografie
De oppervlakte van Kienheim bedraagt 3,2 km², de bevolkingsdichtheid is 162,2 inwoners per km².
De onderstaande kaart toont de ligging van Kienheim met de belangrijkste infrastructuur en aangrenzende gemeenten.

## Demografie
Onderstaande figuur toont het verloop van het inwonertal (bron: INSEE-tellingen).

## Galerij

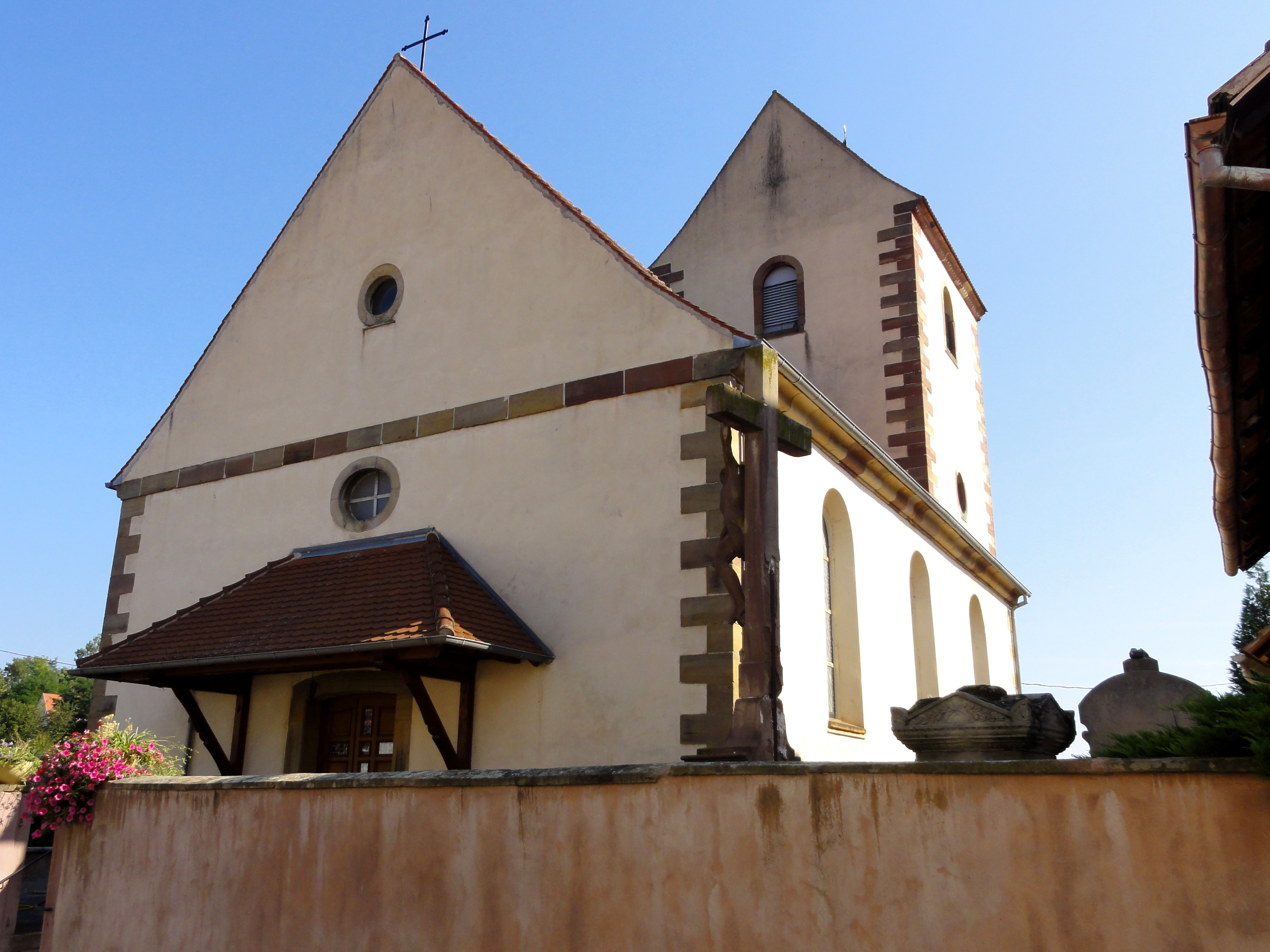
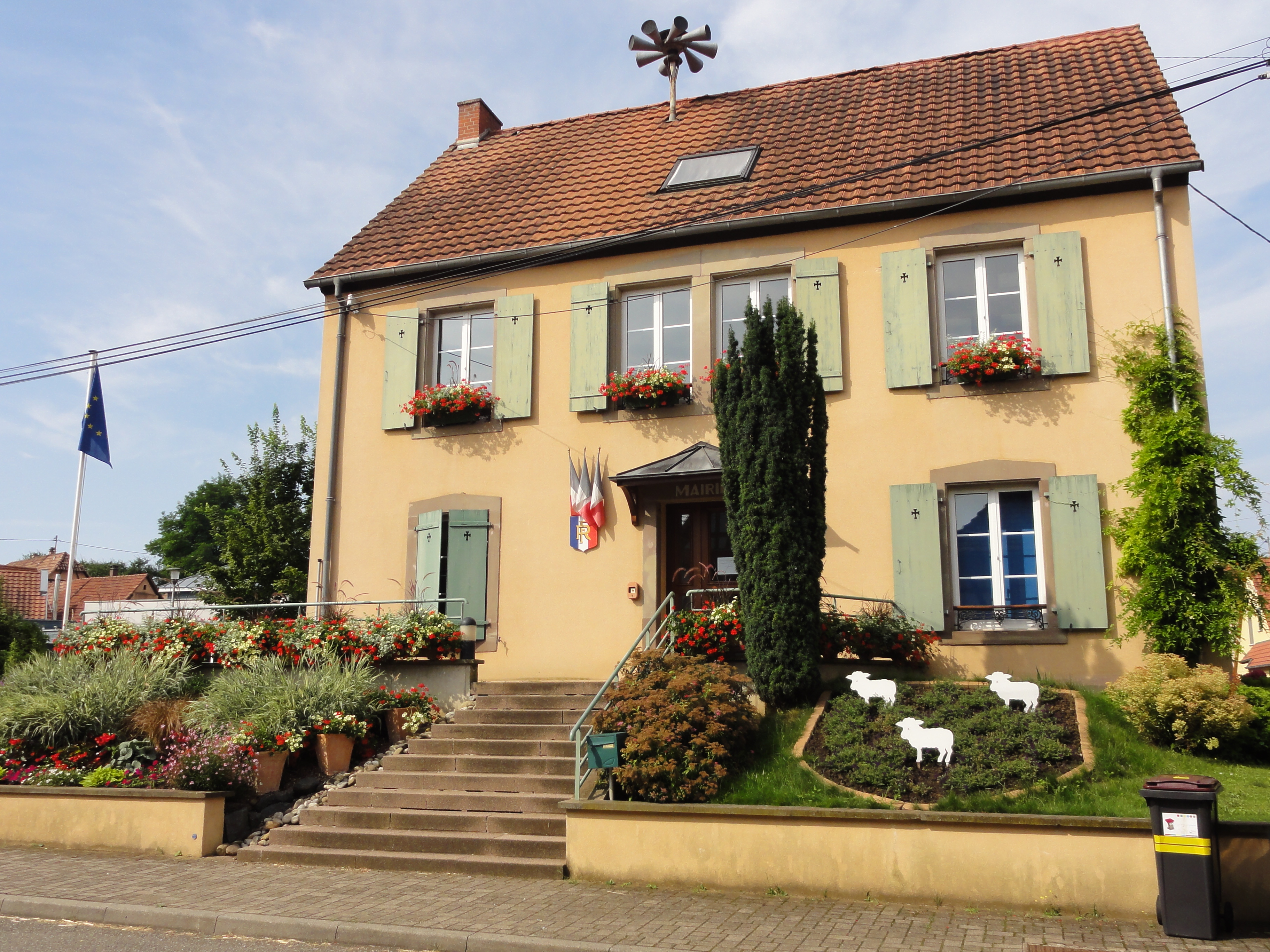
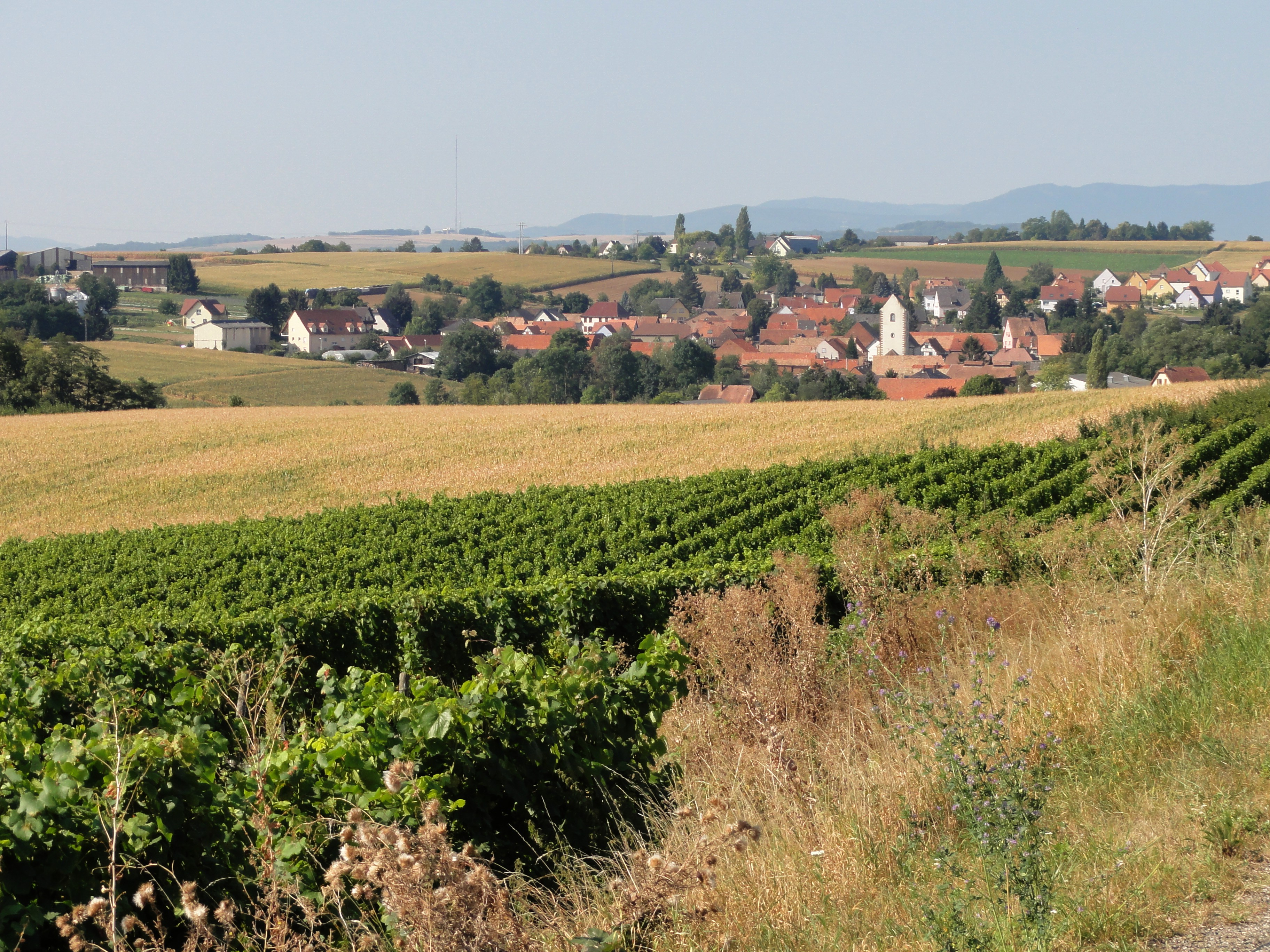